# Анчиполовский, Зиновий Яковлевич
Зиновий Яковлевич Анчиполовский (25 ноября 1928, Брацлав, Винницкая область — 27 октября 2015, Воронеж) — советский и российский театральный и литературный критик, историк театра. Кандидат исторических наук (1972), профессор (1991).

## Биография
В 1934 году переехал с родителями в Москву. В 1951 году окончил редакционно-издательский факультет Московского полиграфического института. В 1952—1958 годах работал редактором Воронежского книжного издательства, в 1958—1974 годах — редактором отдела критики и библиографии журнала «Подъём». С 1974 года и до конца жизни — заведующий кафедрой гуманитарных и социально-экономических дисциплин Воронежский государственного института искусств. Возглавлял секцию театральных критиков при Воронежском областном отделении Всероссийского театрального общества.
Член Всероссийского театрального общества (1965) и Союза писателей СССР (1970).
Выступал с критическими статьями и рецензиями с 1953 года. Автор 9 книг по истории русского театра, в том числе «Воронежские сезоны» (1969), «Люди русского театра» (1983), «Времена Максима Горького» (1993), «Кольцовский академический» (2002), «Театр Михаила Бычкова» (2002), «Воронежская легенда. Театр миниатюр Воронежского государственного университета (1960—1980-е годы)» (2005), «На молодёжной сцене: Очерки истории Воронежского театра юного зрителя» (2008).
Скончался после продолжительной болезни 27 октября 2015 года в Воронеже. Похоронен 29 октября на Коминтерновском кладбище города.

## Семья
Жена и соавтор — театральный критик Алла Борисовна Ботникова (1924—2022).